# Aralia warmingiana
Aralia warmingiana är en araliaväxtart som först beskrevs av Élie Marchal, och fick sitt nu gällande namn av Jun Wen. Aralia warmingiana ingår i släktet Aralia och familjen Araliaceae. Inga underarter finns listade.